# Chamigny
Chamigny  est une commune française située dans le département de Seine-et-Marne, en région Île-de-France.

## Géographie

### Localisation

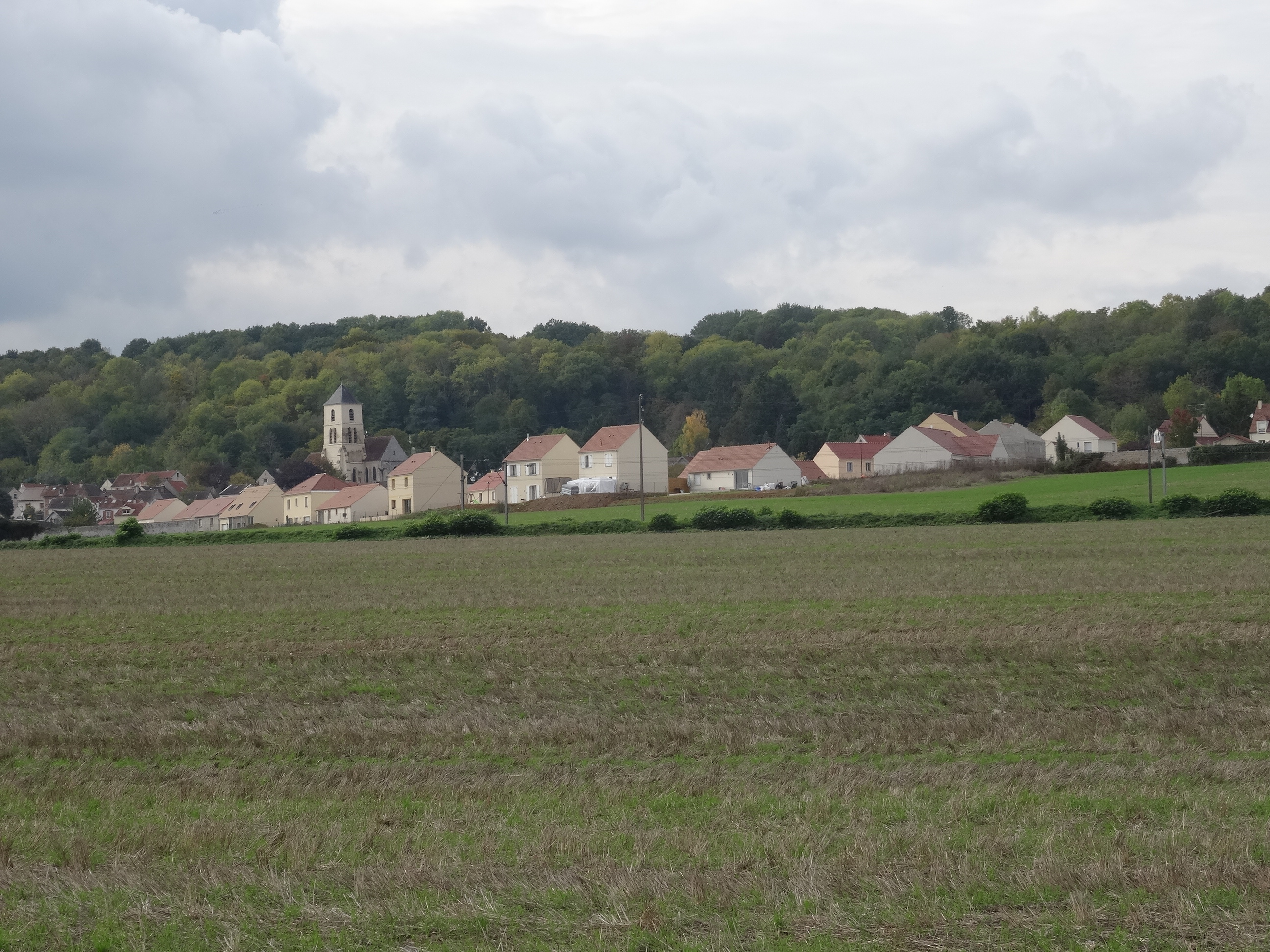
Paysage de la commune.

Le village est situé à 4 km au nord de La Ferté-sous-Jouarre sur la rive droite de la Marne face aux communes de Reuil-en-Brie et Luzancy.
Chamigny est traversée par le sentier de grande randonnée GR 14A, ainsi que par un sentier de petite randonnée qui suit les berges de la Marne.
Elle se trouve dans l'aire d'attraction de Paris, dans l'unité urbaine et le bassin de vie de La Ferté-sous-Jouarre ainsi que dans la zone d'emploi de Meaux.

### Communes limitrophes
| Cocherel         | Dhuisy                | Sainte-Aulde  |
| Jaignes, Tancrou | Chamigny              | Luzancy       |
| Ussy-sur-Marne   | La Ferté-sous-Jouarre | Reuil-en-Brie |

### Géologie et relief

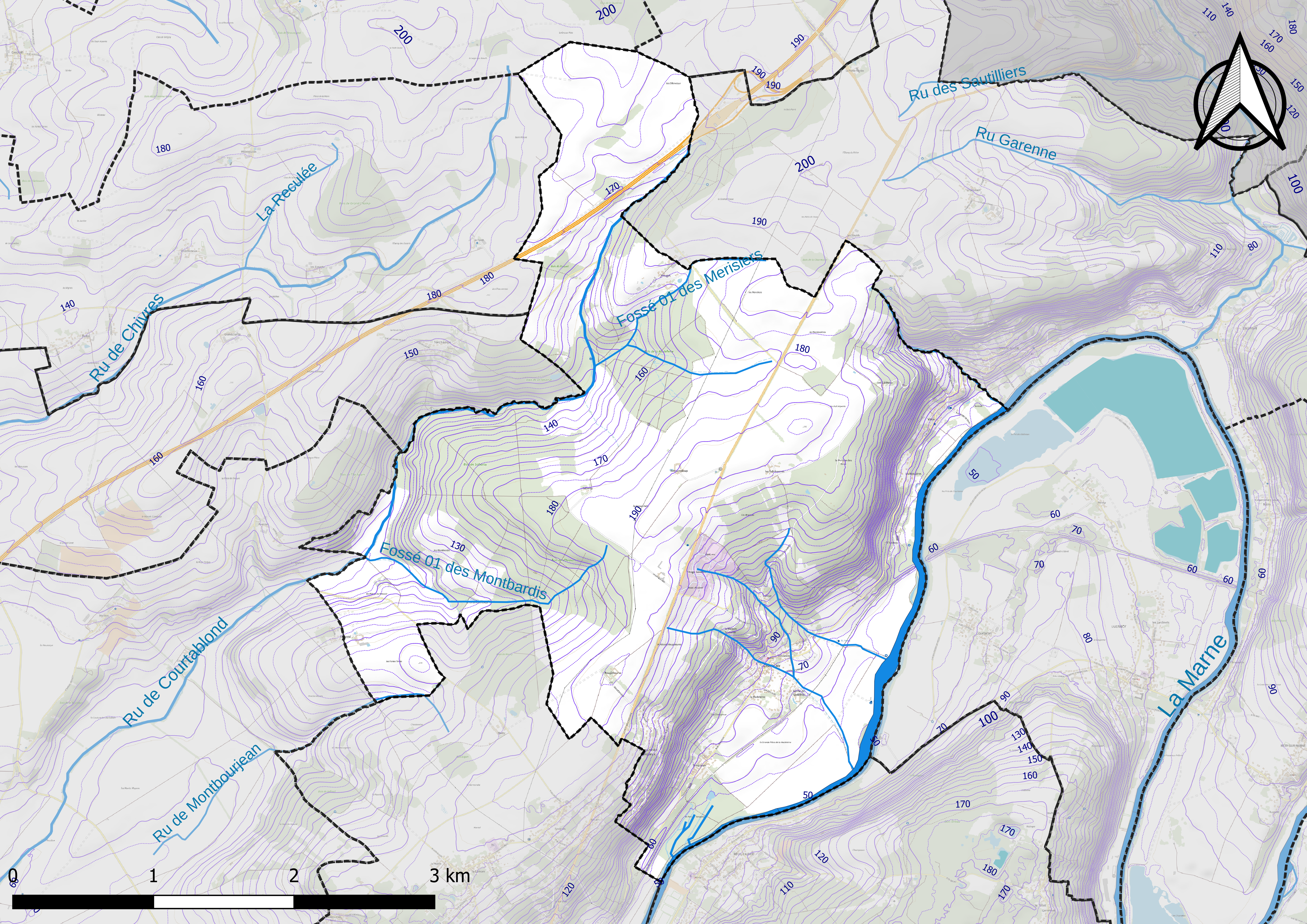
Carte hydrographique et du relief de la commune.

L'altitude varie de 50 mètres à 198 mètres pour le point le plus haut , le centre du bourg se situant à environ 83 mètres d'altitude (mairie)
.

### Hydrographie
Le réseau hydrographique de la commune se compose de treize cours d'eau référencés :
- la rivière la Marne, longue de 514,26 km[2], principal affluent de la Seine ;
  - le ru de Courtablond (ou Courtablon) ou ru des Effaneaux, 9,90 km[3], affluent de la Marne ;
    - le fossé 01 des Merisiers, 1,61 km[4], qui conflue avec le ru de Courtablond ;
      - le fossé 02 des Merisiers, 1,09 km[5], qui conflue avec le fossé 01 des Merisiers ;

    - le fossé 01 des Montbardis, 2,06 km[6] ;

  - le ru de Belle-Mère, 1,41 km[7], affluent de la Marne, et :
  - le fossé 01 de Godefroy, 1,90 km[8] ;
  - le fossé 01 de la Commune de Chamigny, 1,60 km[9] ;
  - le fossé 02 de la Commune de Chamigny, 1,16 km[10] ;
  - le canal 01 du Parc de Tanqueux[Note 1], 0,37 km[11] ;
  - le canal 02 du Parc de Tanqueux[Note 1], 0,40 km[12] ;
  - le canal 03 du Parc de Tanqueux[Note 1], 0,07 km[13], qui confluent avec la Marne ;
- le ru de Montbourjean, 2,78 km[14].

La longueur totale des cours d'eau sur la commune est de 17,3 km.

### Climat
Pour des articles plus généraux, voir Climat de l'Île-de-France et Climat de Seine-et-Marne.
En 2010, le climat de la commune est de type climat océanique dégradé des plaines du Centre et du Nord, selon une étude du CNRS s'appuyant sur une série de données couvrant la période 1971-2000. En 2020, Météo-France publie une typologie des climats de la France métropolitaine dans laquelle la commune est exposée à un climat océanique altéré et est dans la région climatique Nord-est du bassin Parisien, caractérisée par un ensoleillement médiocre, une pluviométrie moyenne régulièrement répartie au cours de l’année et un hiver froid (3 °C).
Pour la période 1971-2000, la température annuelle moyenne est de 10,8 °C, avec une amplitude thermique annuelle de 15,1 °C. Le cumul annuel moyen de précipitations est de 718 mm, avec 11,4 jours de précipitations en janvier et 7,9 jours en juillet. Pour la période 1991-2020, la température moyenne annuelle observée sur la station météorologique la plus proche, située sur la commune d'Ussy-sur-Marne à 6 km à vol d'oiseau, est de 11,3 °C et le cumul annuel moyen de précipitations est de 726,5 mm,. Pour l'avenir, les paramètres climatiques de la commune estimés pour 2050 selon différents scénarios d'émission de gaz à effet de serre sont consultables sur un site dédié publié par Météo-France en novembre 2022.

### Milieux naturels et biodiversité

#### Réseau Natura 2000

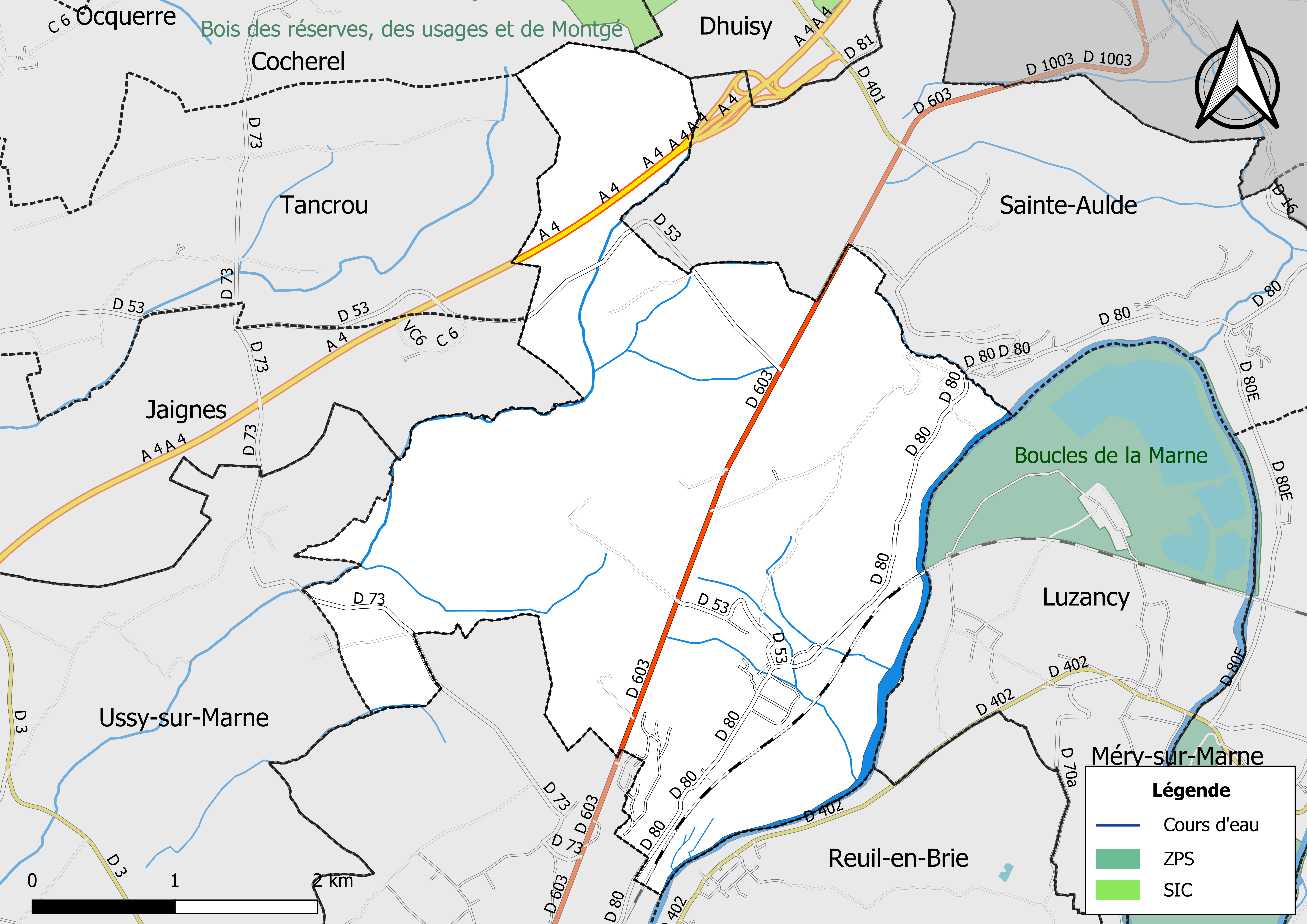
Sites Natura 2000 sur le territoire communal.

Le réseau Natura 2000 est un réseau écologique européen de sites naturels d’intérêt écologique élaboré à partir des Directives « Habitats » et « Oiseaux ». Ce réseau est constitué de zones spéciales de conservation (ZSC) et de zones de protection spéciale (ZPS). Dans les zones de ce réseau, les États Membres s'engagent à maintenir dans un état de conservation favorable les types d'habitats et d'espèces concernés, par le biais de mesures réglementaires, administratives ou contractuelles.
Un  site Natura 2000 a été défini sur la commune au titre de la « directive Oiseaux » :  
- les « Boucles de la Marne », d'une superficie de 2 641 ha, un lieu refuge pour une population d’Œdicnèmes criards d’importance régionale qui subsiste malgré la détérioration des milieux[24],[25].

#### Zones naturelles d'intérêt écologique, faunistique et floristique
L’inventaire des zones naturelles d'intérêt écologique, faunistique et floristique (ZNIEFF) a pour objectif de réaliser une couverture des zones les plus intéressantes sur le plan écologique, essentiellement dans la perspective d’améliorer la connaissance du patrimoine naturel national et de fournir aux différents décideurs un outil d’aide à la prise en compte de l’environnement dans l’aménagement du territoire.
Le territoire communal de Chamigny comprend une ZNIEFF de type 1,, 
la « Forêt de Ravin du Ru de Belle Mere à Saint-Aulde » (18,11 ha), couvrant 2 communes du département
, et deux ZNIEFF de type 2, : 
- le « Le bois Cadine » (175,2 ha), couvrant 2 communes du département[28] ;
- les « Rû des Effaneaux et boisements associés » (393,21 ha), couvrant 5 communes dont 1 dans Paris et 4 en Seine-et-Marne[29].

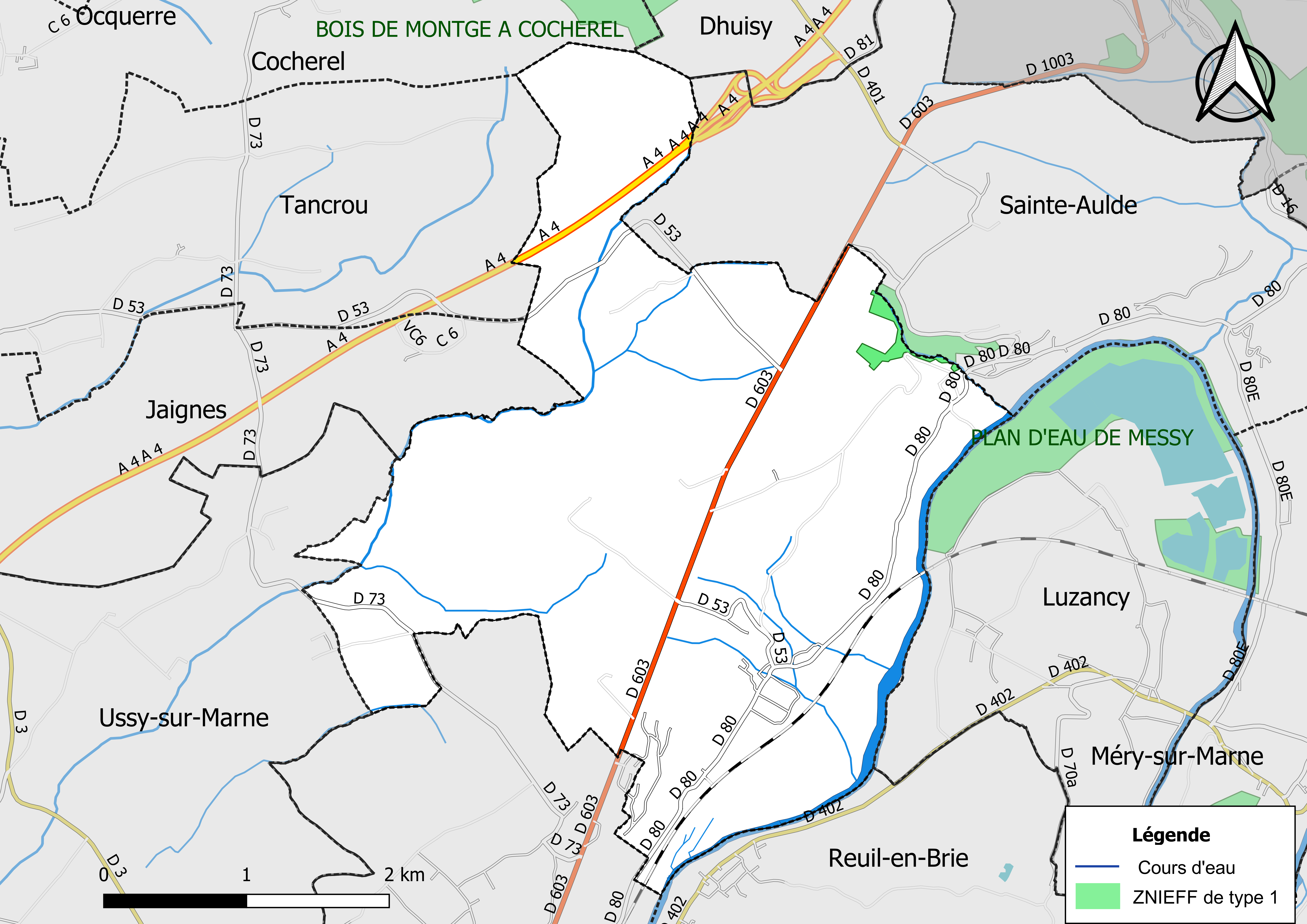
Carte des ZNIEFF de type 1 de la commune.
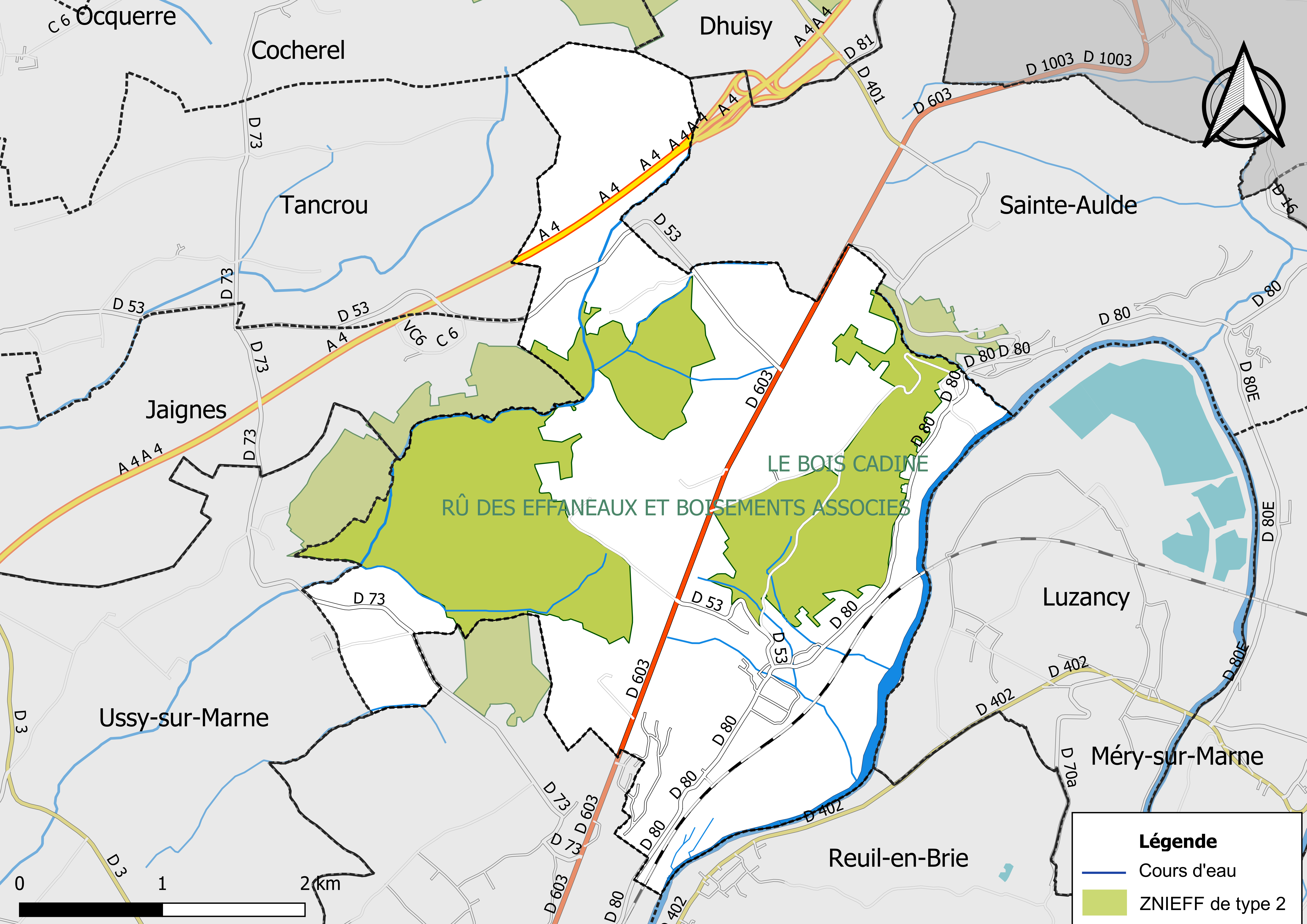
Carte des ZNIEFF de type 2 de la commune.

## Urbanisme

### Typologie
Au 1er janvier 2024, Chamigny est catégorisée ceinture urbaine, selon la nouvelle grille communale de densité à sept niveaux définie par l'Insee en 2022.
Elle appartient à l'unité urbaine de La Ferté-sous-Jouarre, une agglomération intra-départementale regroupant trois  communes, dont elle est une commune de la banlieue,,. Par ailleurs la commune fait partie de l'aire d'attraction de Paris, dont elle est une commune de la couronne,. Cette aire regroupe 1 929 communes,.

### Lieux-dits et écarts
La commune compte 188 lieux-dits administratifs répertoriés consultables ici (source : le fichier Fantoir) dont Vaux, Sabaroy, Rouget, l'Ange Gardien, les Boissière, Tanqueux, les Eclicharnes, Rougebourse, Retourneloup, le Domaine de Tanqueux, Chenevon.

### Occupation des sols

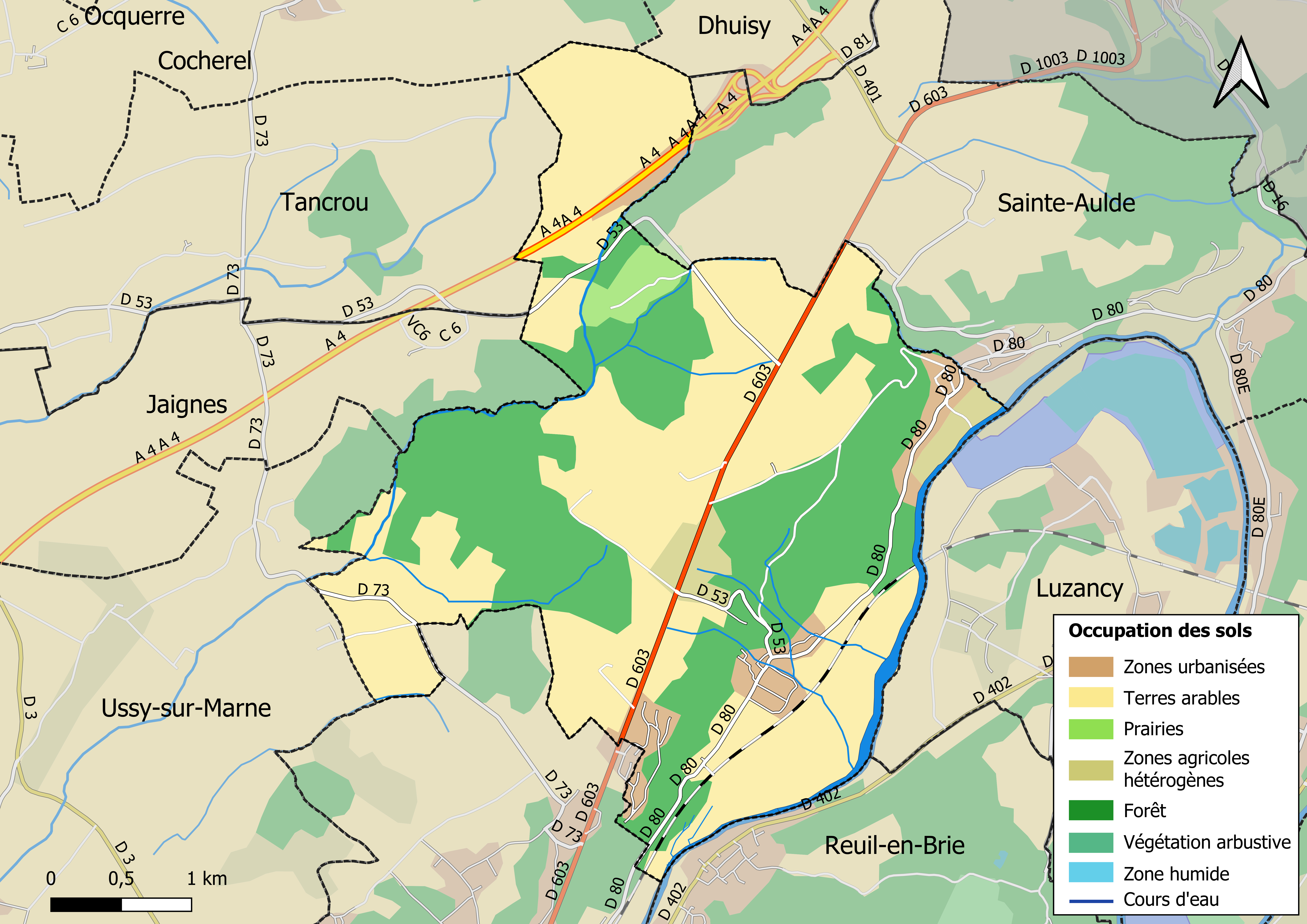
Carte des infrastructures et de l'occupation des sols en 2018 (CLC) de la commune.

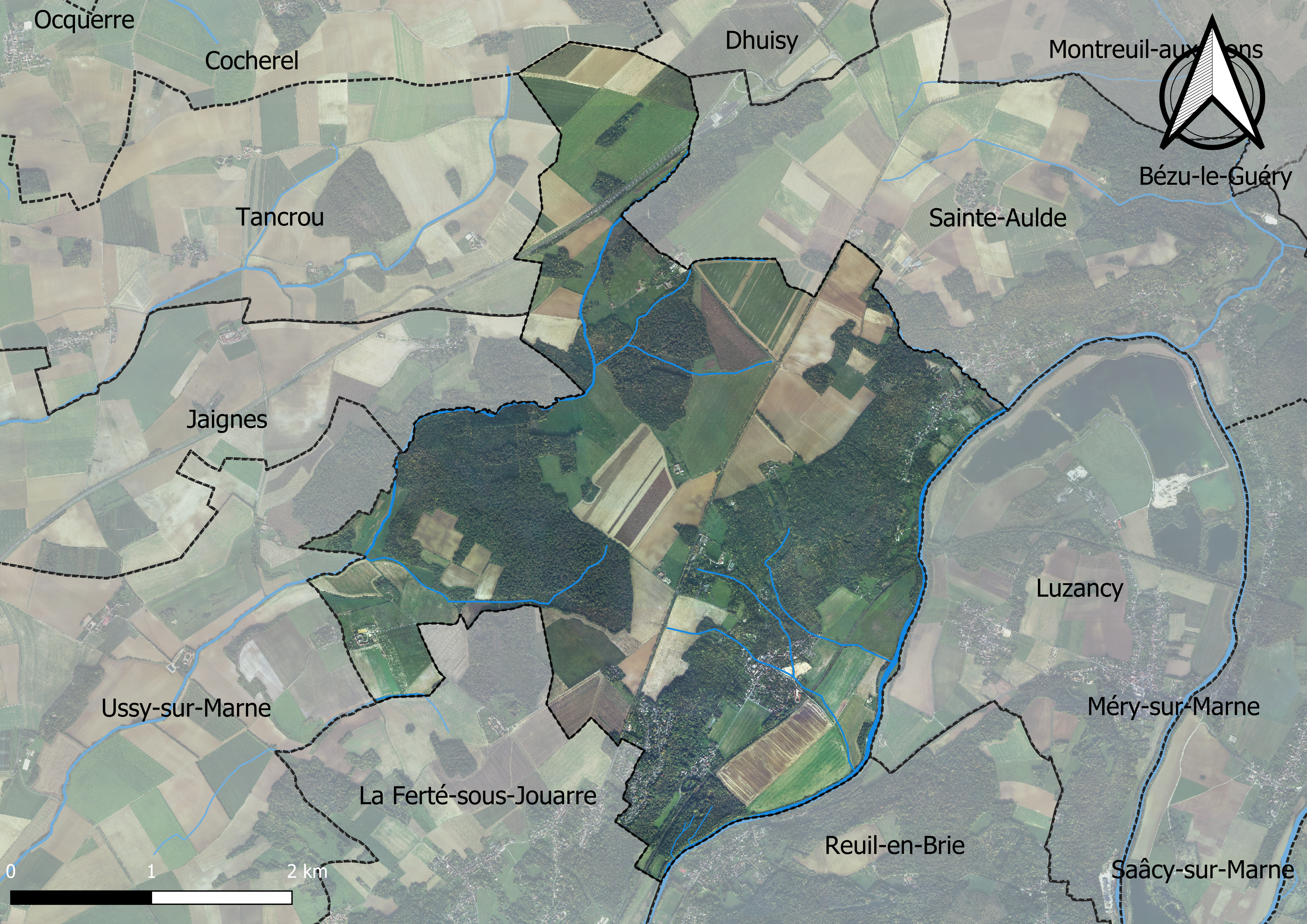
Carte orhophotogrammétrique de la commune.

L'occupation des sols de la commune, telle qu'elle ressort de la base de données européenne d’occupation biophysique des sols Corine Land Cover (CLC), est marquée par l'importance des territoires agricoles (58,7 % en 2018), en diminution par rapport à 1990 (59,6 %). La répartition détaillée en 2018 est la suivante : 
terres arables (53,9% ), forêts (35,5% ), zones urbanisées (4,9% ), zones agricoles hétérogènes (3,1% ), prairies (1,7% ), zones industrielles ou commerciales et réseaux de communication (0,9 %).
Parallèlement, L'Institut Paris Région, agence d'urbanisme de la région Île-de-France, a mis en place un inventaire numérique de l'occupation du sol de l'Île-de-France, dénommé le MOS (Mode d'occupation du sol), actualisé régulièrement depuis sa première édition en 1982. Réalisé à partir de photos aériennes, le Mos distingue les espaces naturels, agricoles et forestiers mais aussi les espaces urbains (habitat, infrastructures, équipements, activités économiques, etc.) selon une classification pouvant aller jusqu'à 81 postes, différente de celle de Corine Land Cover,,. L'Institut met également à disposition des outils permettant de visualiser par photo aérienne l'évolution de l'occupation des sols de la commune entre 1949 et 2018.

### Habitat et logement
En 2020, le nombre total de logements dans la commune était de 571, alors qu'il était de 552 en 2015 et de 522 en 2010.
Parmi ces logements, 87,1 % étaient des résidences principales, 3,4 % des résidences secondaires et 9,4 % des logements vacants. Ces logements étaient pour 94,2 % d'entre eux des maisons individuelles et pour 5,8 % des appartements.
Le tableau ci-dessous présente la typologie des logements à Chamigny en 2020 en comparaison avec celle de Seine-et-Marne et de la France entière. Une caractéristique marquante du parc de logements est ainsi une proportion de résidences secondaires et logements occasionnels (3,4 %) supérieure à celle du département (3 %) mais inférieure à celle de la France entière (9,7 %).
| Typologie                                               | Chamigny | Seine-et-Marne | France entière |
| ------------------------------------------------------- | -------- | -------------- | -------------- |
| Résidences principales (en %)                           | 87,1     | 90,2           | 82,1           |
| Résidences secondaires et logements occasionnels (en %) | 3,4      | 3              | 9,7            |
| Logements vacants (en %)                                | 9,4      | 6,8            | 8,2            |

### Planification de l'aménagement
La commune disposait en 2019 d'un plan local d'urbanisme approuvé. Le zonage réglementaire et le règlement associé peuvent être consultés sur le Géoportail de l'urbanisme.

### Voies de communication et transports

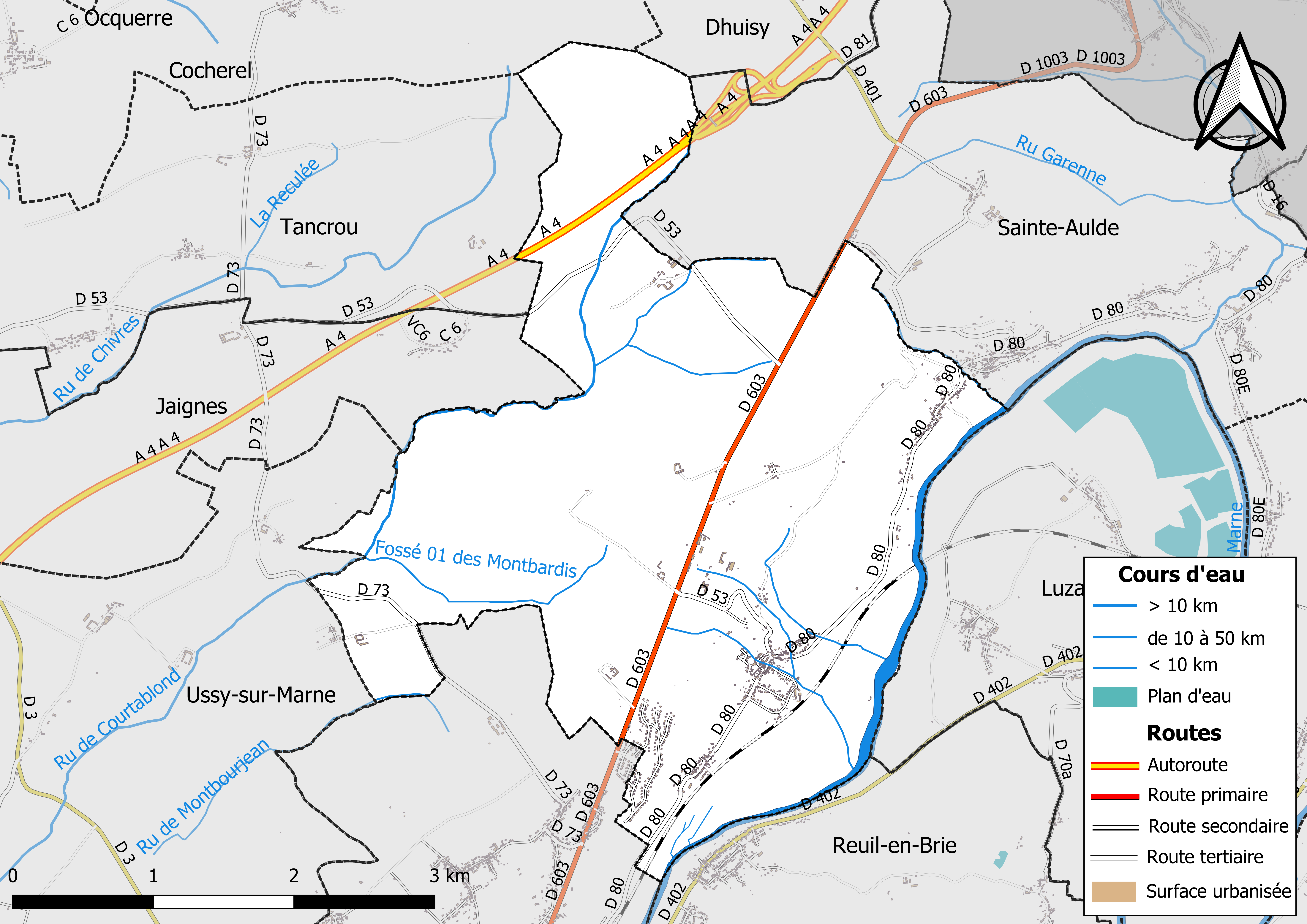
Carte des réseaux hydrographique et routier de Chamigny.

La commune, aisément accessible depuis l'autoroute A4, est desservie par l'ancienne route nationale 3 (actuelle RD 603).
Chamigny est traversé par la ligne de Paris-Est à Strasbourg-Ville, mais la station de chemin de fer la plus proche est la gare de La Ferté-sous-Jouarre, desservie par les trains de la ligne P du Transilien du réseau Transilien Paris-Est parcourant la branche de Château-Thierry à raison d'un train toutes les demi-heures aux heures de pointe et d'un train par heure aux heures creuses, ainsi que par les trains du réseau TER Grand Est, à raison de trois trains par jour (2 direction Paris-Est et un direction province) du lundi au vendredi
La commune est desservie par les lignes d’autocars du réseau de bus Brie et 2 Morin :
- No 31 (La Ferté-sous-Jouarre - La Ferté-sous-Jouarre) ;
- No 49 (Chamigny – La-Ferte-sous-Jouarre) >.

### Risques naturels et technologiques
La commune est classée en zone de sismicité 1, correspondant à une sismicité très faible.

## Toponymie
Le nom de la localité est mentionné sous les formes Chamini en 1144 ; Chaminiacum en 1160 ; Chemigni vers 1172 ; Chaminy vers 1180 ; Chamegni en 1249 ; Chameigne en 1275 ; G. de Chamigniaco au xiiie siècle ; Chamegny en 1325 ; J. de Chamegniaco en 1365 ; Chamigny en Brie en 1639,.
Le nom du village provient du nom Caminiacum, la « maison du chemin », qui devient Cheminiacum et vers 1144 Chamini pour l'église Saint Étienne, ecclesia de Chamini, citée le 14 avril 1144 dans la bulle du pape Lucius II, au cartulaire de La Charité-sur-Loire, abbaye dont dépendait Reuil.

## Histoire

### Préhistoire
Une stèle anthropomorphe du Néolithique final a été mise au jour au lieu-dit la Grande Maison,.

## Politique et administration

### Rattachements administratifs et électoraux
Rattachements administratifs
La commune se trouve  dans l'arrondissement de Meaux du département de Seine-et-Marne
Elle faisait partie depuis 1793 du canton de La Ferté-sous-Jouarre. Dans le cadre du redécoupage cantonal de 2014 en France, cette circonscription administrative territoriale a disparu, et le canton n'est plus qu'une circonscription électorale.
Rattachements électoraux
Pour les élections départementales, la commune fait partie depuis 2014 d'un nouveau  canton de La Ferté-sous-Jouarre
Pour l'élection des députés, elle fait partie de la cinquième circonscription de Seine-et-Marne.

### Intercommunalité
Chamigny était membre de la communauté de communes du Pays fertois, un établissement public de coopération intercommunale (EPCI) à fiscalité propre créé en 2001 et auquel la commune avait transféré un certain nombre de ses compétences, dans les conditions déterminées par le code général des collectivités territoriales.
Cette communauté de communes succédait au  district rural de la Ferté-Sous-Jouarre créé en 1970
Dans le cadre des dispositions de la loi portant nouvelle organisation territoriale de la République du 7 août 2015, cette intercommunalité a fusionné avec la communauté de communes du Pays de Coulommiers  afin d'augmenter les ressources de cette nouvelle structure pour former, le 1er janvier 2020, la communauté d'agglomération Coulommiers Pays de Brie, dont est désormais membre la commune

### Liste des maires
| Période                                  | Période                   | Identité         | Étiquette | Qualité                                                                                             |
| ---------------------------------------- | ------------------------- | ---------------- | --------- | --------------------------------------------------------------------------------------------------- |
| Les données manquantes sont à compléter. |                           |                  |           | |
| 1989                                     | 1995                      | Huguette Alibert |           | |
| juin 1995                                | avril 2023                | Jeannine Beldent |           | Cadre supérieur de santé retraitée Présidente de la CC du Pays fertois (2001 → 2014) Démissionnaire |
| avril 2023                               | En cours (au 5 mars 2024) | Sylvie Le Breton |           | Cadre administratif ou commercial d'entreprise                                                      |

## Équipements et services

### Eau et assainissement
L’organisation de la distribution de l’eau potable, de la collecte et du traitement des eaux usées et pluviales relève des communes. La loi NOTRe de 2015 a accru le rôle des EPCI à fiscalité propre en leur transférant cette compétence. Ce transfert devait en principe être effectif au 1er janvier 2020, mais la loi Ferrand-Fesneau du 3 août 2018 a introduit la possibilité d’un report de ce transfert au 1er janvier 2026,.

#### Assainissement des eaux usées
En 2020, la gestion du service d'assainissement collectif de la commune de Chamigny est assurée par la communauté d'agglomération Coulommiers Pays de Brie (CACPB) pour la collecte, le transport et la dépollution. Ce service est géré en délégation par une entreprise privée, dont le contrat arrive à échéance le 31 décembre 2025,,.
L’assainissement non collectif (ANC) désigne les installations individuelles de traitement des eaux domestiques qui ne sont pas desservies par un réseau public de collecte des eaux usées et qui doivent en conséquence traiter elles-mêmes leurs eaux usées avant de les rejeter dans le milieu naturel. La communauté d'agglomération Coulommiers Pays de Brie (CACPB) assure pour le compte de la commune le service public d'assainissement non collectif (SPANC), qui a pour mission de vérifier la bonne exécution des travaux de réalisation et de réhabilitation, ainsi que le bon fonctionnement et l’entretien des installations,.

#### Eau potable
En 2020, l'alimentation en eau potable est assurée par la communauté d'agglomération Coulommiers Pays de Brie (CACPB) qui en a délégué la gestion à la SAUR, dont le contrat expire le 31 décembre 2025,.

### Enseignement
La commune dépend de l'Académie de Créteil ; pour le calendrier des vacances scolaires, Chamigny est en zone C.
Chamigny dispose d’une école élémentaire “J P Mesle”, située rue Roubineau.
Cet établissement public, inscrit sous le code UAI (Unité administrative immatriculée) : 0770343E, comprend 131 élèves  (chiffre du Ministère de l'Éducation nationale). Il dispose d’un restaurant scolaire.

## Population et société

### Démographie
L'évolution du nombre d'habitants est connue à travers les recensements de la population effectués dans la commune depuis 1793. Pour les communes de moins de 10 000 habitants, une enquête de recensement portant sur toute la population est réalisée tous les cinq ans, les populations de référence des années intermédiaires étant quant à elles estimées par interpolation ou extrapolation. Pour la commune, le premier recensement exhaustif entrant dans le cadre du nouveau dispositif a été réalisé en 2008.

En 2022, la commune comptait 1 431 habitants, en évolution de +3,62 % par rapport à 2016 (Seine-et-Marne : +3,92 %, France hors Mayotte : +2,11 %).
| 1793 | 1800 | 1806 | 1821 | 1831 | 1836 | 1841 | 1846 | 1851 |
| ---- | ---- | ---- | ---- | ---- | ---- | ---- | ---- | ---- |
| 941  | 976  | 923  | 847  | 866  | 843  | 845  | 801  | 759  |

| 1856 | 1861 | 1866 | 1872 | 1876 | 1881 | 1886 | 1891 | 1896 |
| ---- | ---- | ---- | ---- | ---- | ---- | ---- | ---- | ---- |
| 680  | 660  | 700  | 696  | 637  | 607  | 575  | 543  | 540  |

| 1901 | 1906 | 1911 | 1921 | 1926 | 1931 | 1936 | 1946 | 1954 |
| ---- | ---- | ---- | ---- | ---- | ---- | ---- | ---- | ---- |
| 524  | 510  | 508  | 475  | 549  | 524  | 571  | 501  | 559  |

| 1962 | 1968 | 1975 | 1982  | 1990  | 1999  | 2006  | 2008  | 2013  |
| ---- | ---- | ---- | ----- | ----- | ----- | ----- | ----- | ----- |
| 436  | 496  | 769  | 1 118 | 1 237 | 1 145 | 1 253 | 1 281 | 1 376 |

| 2018  | 2022  | - | - | - | - | - | - | - |
| ----- | ----- | - | - | - | - | - | - | - |
| 1 331 | 1 431 | - | - | - | - | - | - | - |

## Économie

### Revenus de la population et fiscalité
En 2017, le nombre de ménages fiscaux de la commune était de 473, représentant 1 241 personnes et la  médiane du revenu disponible par unité de consommation  de 23 950 euros.

### Emploi
En 2017 , le nombre total d’emplois dans la zone était de 216, occupant 557 actifs  résidants.
Le taux d'activité de la population (actifs ayant un emploi) âgée de 15 à 64 ans s'élevait à 63,5 % contre un taux de chômage de 7,5 %.
Les 29 % d’inactifs se répartissent de la façon suivante : 9,7 % d’étudiants et stagiaires non rémunérés, 7,5 % de retraités ou préretraités et 11,8 % pour les autres inactifs.

### Entreprises et commerces
En 2015, le nombre d'établissements actifs était de 75 dont 3 dans l'agriculture-sylviculture-pêche, 3 dans l’industrie, 8 dans la construction, 45 dans le commerce-transports-services divers et 16  étaient relatifs au secteur administratif.
Ces établissements ont pourvu 156 postes salariés.

### Secteurs d'activité

#### Agriculture
Chamigny est dans la petite région agricole dénommée les « Vallées de la Marne et du Morin », couvrant les vallées des deux rivières, en limite de la Brie. En 2010, l'orientation technico-économique de l'agriculture sur la commune est la culture de céréales et d'oléoprotéagineux (COP).
Si la productivité agricole de la Seine-et-Marne se situe dans le peloton de tête des départements français, le département enregistre un double phénomène de disparition des terres cultivables (près de 2 000 ha par an dans les années 1980, moins dans les années 2000) et de réduction d'environ 30 % du nombre d'agriculteurs dans les années 2010. Cette tendance se retrouve au niveau de la commune où le nombre d’exploitations est passé de 10 en 1988 à 3 en 2010. Parallèlement, la taille de ces exploitations augmente, passant de 80 ha en 1988 à 124 ha en 2010.
Le tableau ci-dessous présente les principales caractéristiques des exploitations agricoles de Chamigny, observées sur une période de 22 ans : 
|                                      | 1988 | 2000 | 2010 |
| ------------------------------------ | ---- | ---- | ---- |
| Dimension économique,                |      |      |      |
| Nombre d’exploitations (u)           | 10   | 5    | 3    |
| Travail (UTA)                        | 20   | 9    | 6    |
| Surface agricole utilisée (ha)       | 796  | 734  | 373  |
| Cultures                             |      |      |      |
| Terres labourables (ha)              | 753  | 702  | s    |
| Céréales (ha)                        | 532  | 519  | s    |
| dont blé tendre (ha)                 | 322  | 373  | s    |
| dont maïs-grain et maïs-semence (ha) | 104  | 95   | s    |
| Tournesol (ha)                       | s    |      | s    |
| Colza et navette (ha)                | 27   | s    | s    |
| Élevage                              |      |      |      |
| Cheptel (UGBTA)                      | 24   | 71   | 51   |

## Culture locale et patrimoine

### Lieux et monuments
- Château de Tanqueux, datant de 1488[79].
- Jardins du château de Tanqueux, aménagés en 1805. Propriété privée, ils ne sont pas ouverts au public[80].

Château de Tanqueux
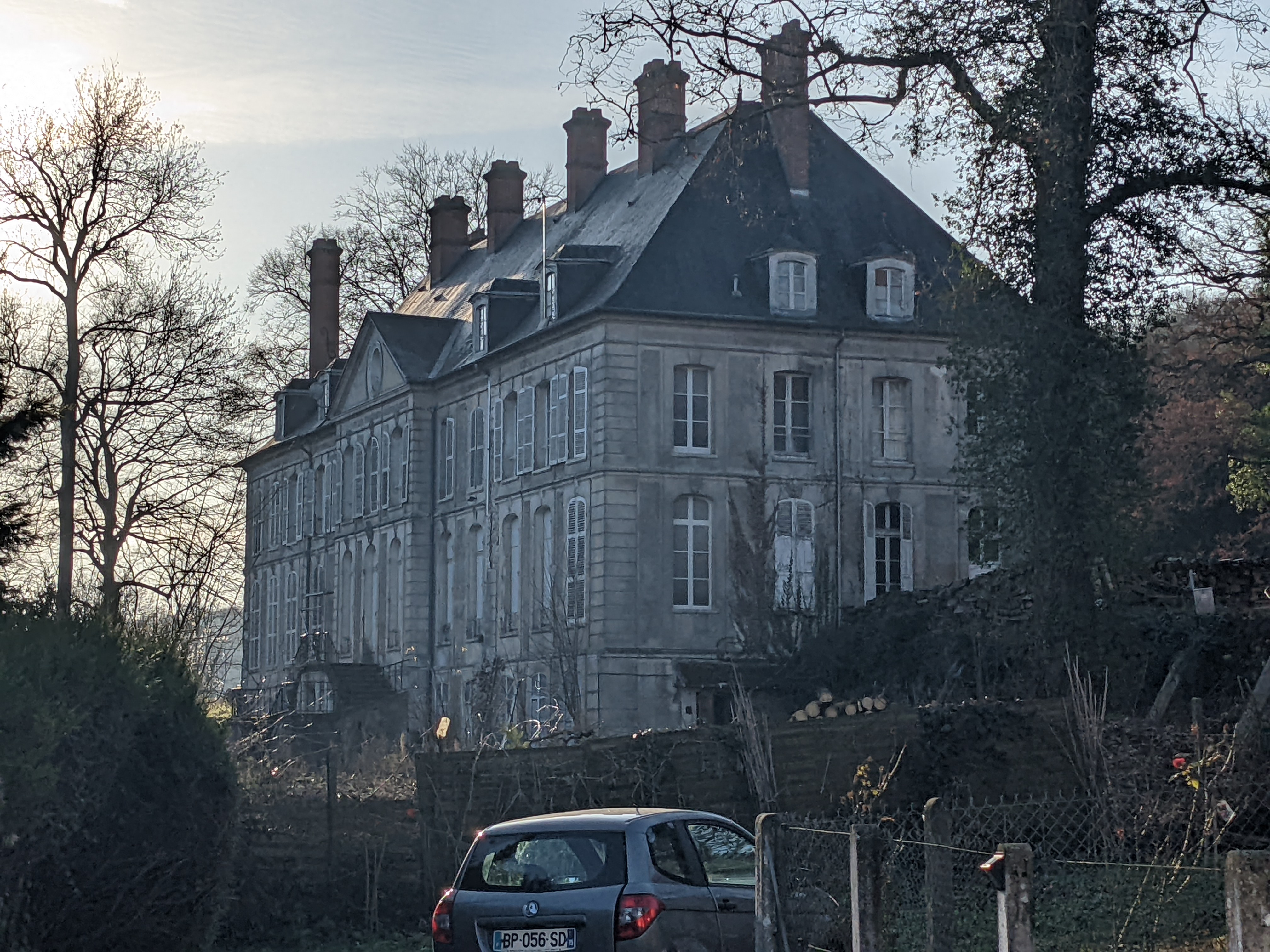
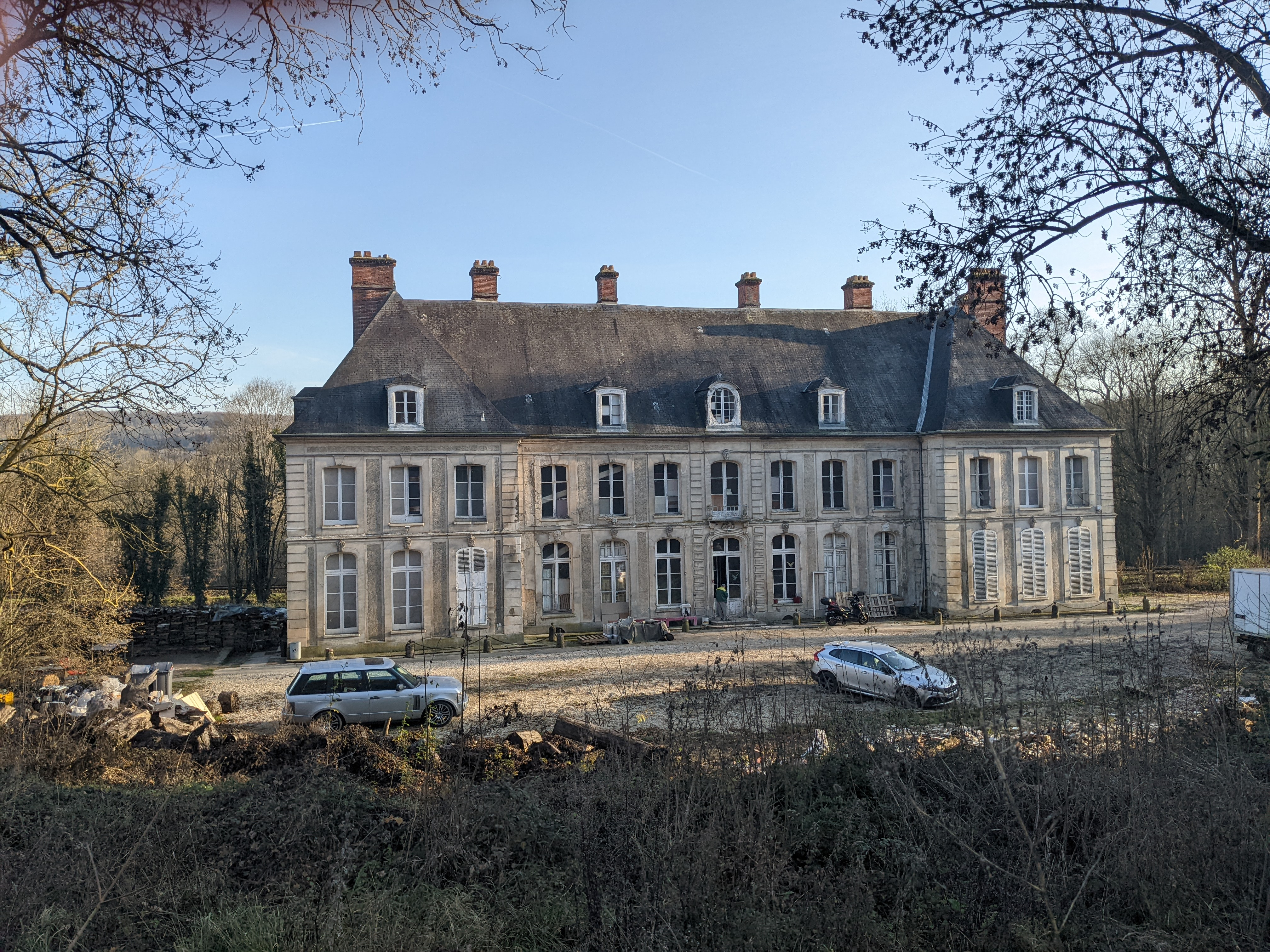

- La ferme de Godefroi abrite un « musée paysan » riche d’une collection particulière constituée au fil des ans. Ce musée présente des anciennes douves, les vestiges d'un hôtel particulier de campagne, des outils pour la fabrication du cidre et d'autres objets remontant au XIIe siècle.
- Église Saint-Étienne  Classé MH (1981)[81], érigée en 1130 qui possède une crypte du XIIIe siècle construite sur une autre plus ancienne .
Jean Quéguinier fait la description de l'église dans le dictionnaire des églises de France en 1968 (éd. Robert Lahout). Celle-ci est monument historique, tout d'abord fin du XIXe siècle la crypte du XIIe siècle qui contient une Vierge à l'enfant qui représente Notre-Dame-de-la-Cave. Ce serait Saint Louis qui en aurait fait don à l'église de Chamigny, puis toute l'église  déclarée monument historique par un arrêté du 6 février 1981.

L'église Saint-Étienne
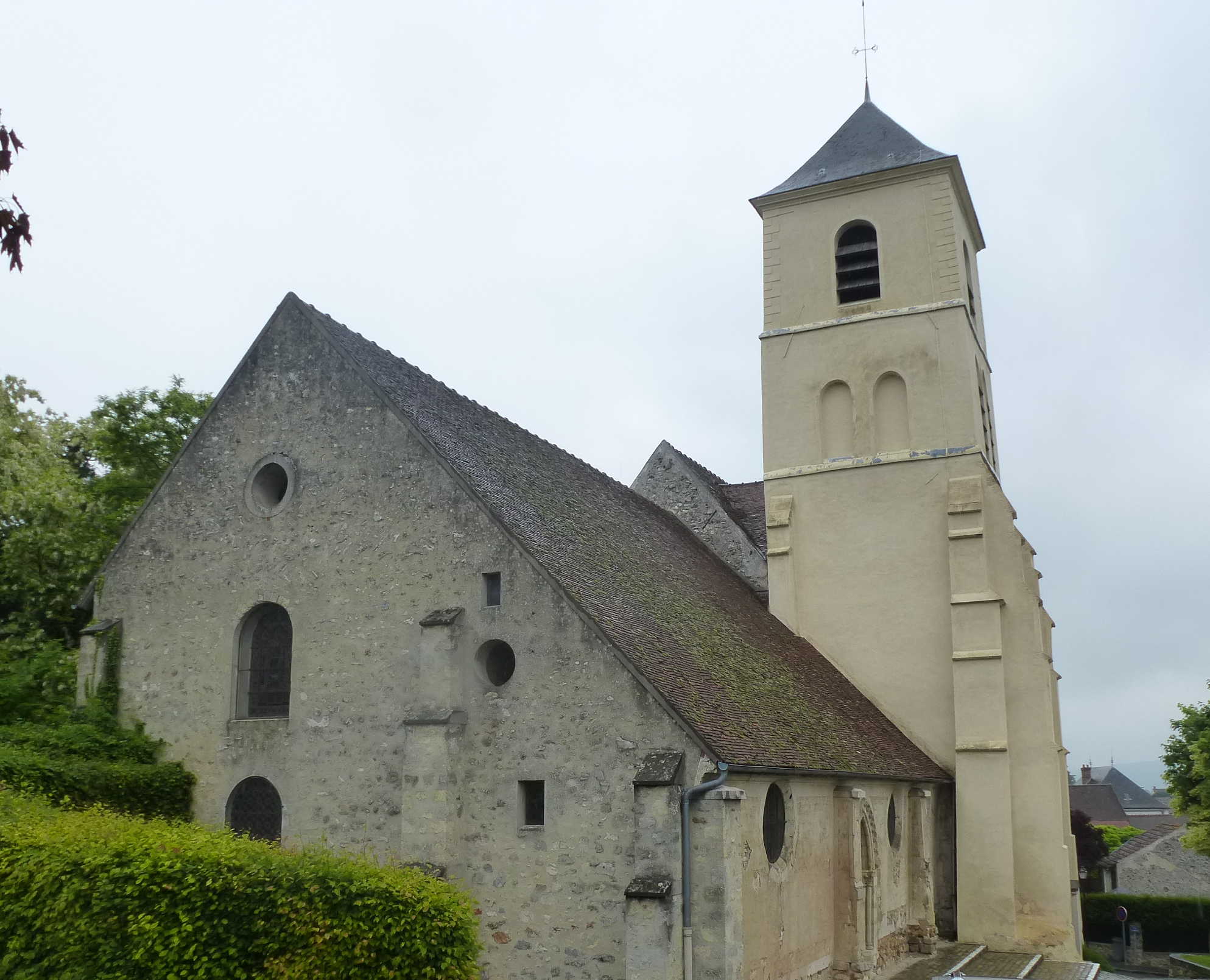
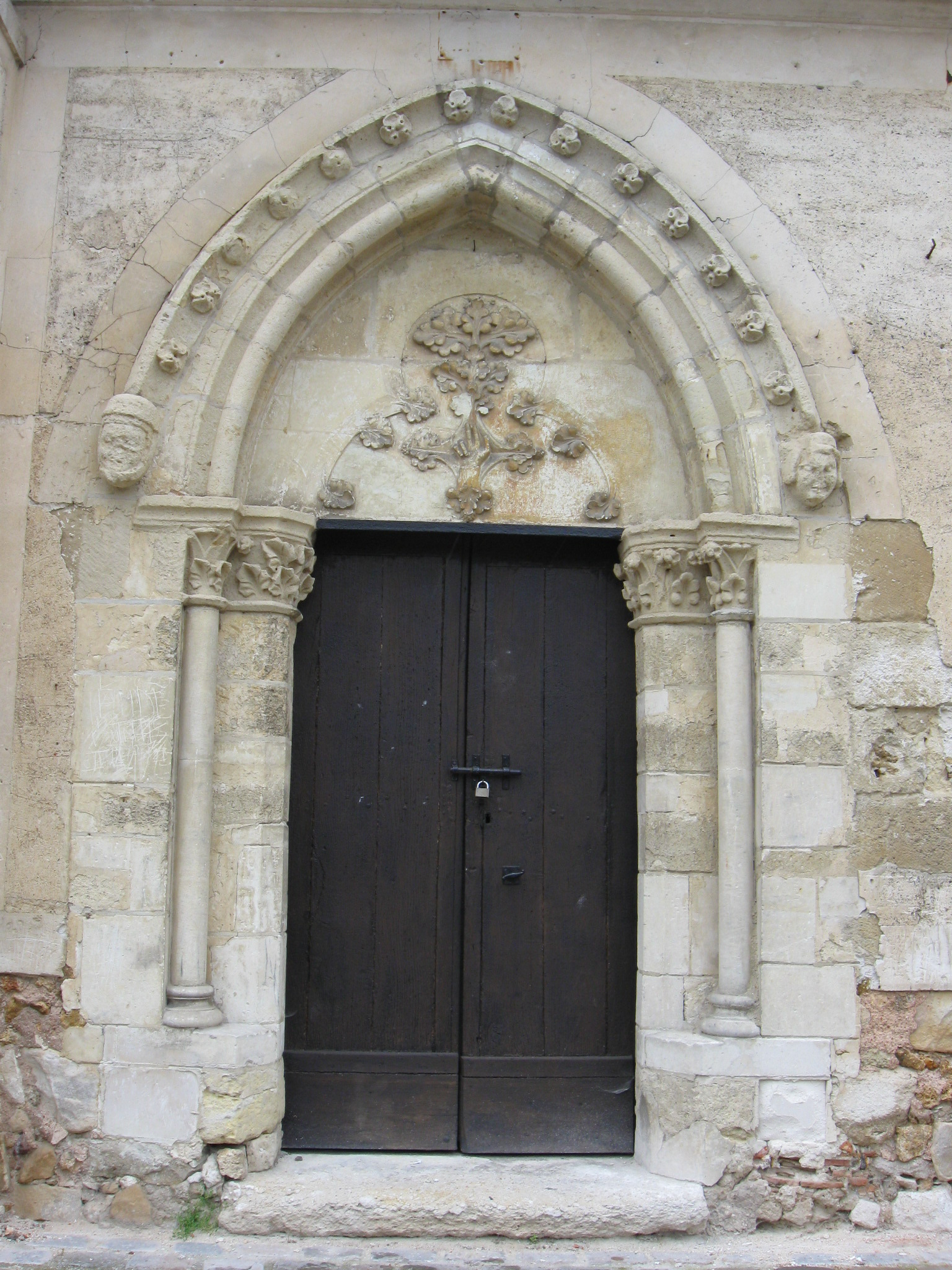
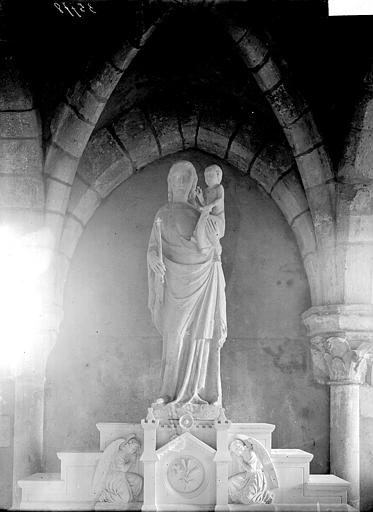
Vierge à l'Enfant, au début du XXe siècle.
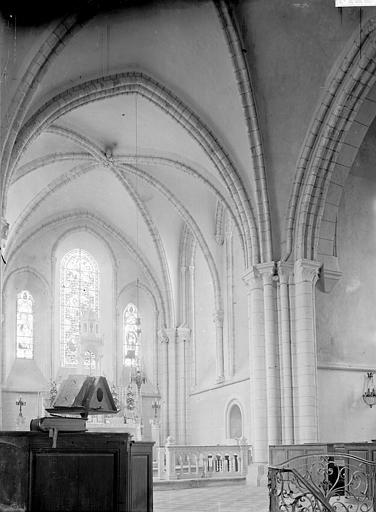
Le chœur au début du XXe siècle.
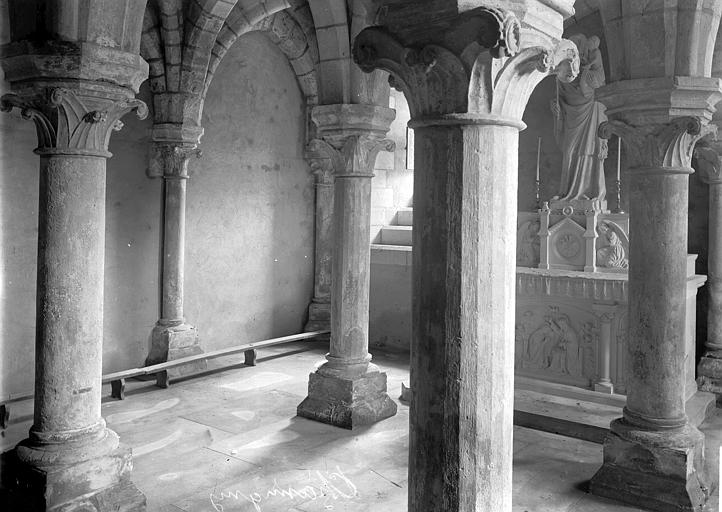
Le chœur au début du XXe siècle.

- Jardin d'agrément dit parc de l'école d'enseignement régional adapté de Chamigny[82].
- Jardin d'agrément dit parc du château de Saussoy[83].

### Personnalités liées à la commune
- Le baron François de Tott y est né en 1733.
- Un personnage célèbre du village est le peintre Joseph Paul Meslé (1855-1927), peintre de talent dont le groupe scolaire de Chamigny porte désormais le nom.
Vers 1881, il s'installe à Reims près d'Henri Delacroix. En 1890 il épouse Yacintthe Brémontier, fille d'une famille aisée. Il expose des portraits de sa femme. Il souhaite se rapprocher de sa belle-famille qui réside à La Ferté-sous-Jouarre, il achète donc une maison à Chamigny en 1894, située rue de La Marne près de la ferme Godefroy. Il peint beaucoup sur le thème de Chamigny, des paysages dans le givre et le brouillard, sous la neige, la belle église. En 1904, il est élu au conseil municipal de la commune.
À Chamigny il fait connaissance de Fernand Sabatté, grand prix de Rome qui vient aussi séjourner à Chamigny. Son propre portrait est au musée de Jouarre. Il eut un temps, comme élève, André Planson, peintre Fertois. En 1925, des américains lui achètent tout son stock de toiles. Le 20 juin 1927, il meurt à la terrasse du restaurant Le Bec Fin à La Ferté-sous-Jouarre.
- Le peintre Fernand Sabatté (1874-1940) est autre personnage célèbre qui a vécu à Chamigny. Il fut grand prix de Rome et possédait une résidence dans le village. La belle tête de bronze qui ornait le monument érigé devant sa maison en son honneur a été donnée à la commune, sûrement par les sœurs de la charité, et est précieusement conservée à la mairie. La chapelle consacrée à Notre-Dame-des-Beaux-Arts qu'il avait construite sur ses terres a disparu. Sabatté avait meublé et décorée magnifiquement cette chapelle d'objets anciens qu'il chinait. Cette chapelle était naguère encore un lieu de pèlerinage où tout le village se rendait de nuit en portant des cierges le 15 août, jour de la fête de l'Assomption de la Vierge. Fernand Sabatté a légué sa propriété de Chamigny aux Sœurs de la Charité de Montmartre, rue Caulaincourt à Paris qui y ont longtemps organisé des colonies de vacances. René Lannoy, peintre graveur a racheté aux sœurs de la Charité le manoir et la chapelle où était enterré Fernand Sabatté. Son corps a été transporté par le maire de l'époque, monsieur Louis Leguillette (qui était menuisier) au cimetière de Chamigny. Remises en état, la maison et la chapelle ont été rétablies en atelier de peinture et de gravure en 1970. En 1989, la chapelle atelier a été revendue à des particuliers.

### Héraldique
| Blason de Chamigny | Blason  | Parti : au 1er de sinople à la chapelle d'argent, au 2e d'azur semé de fleurs de lis d'or, à deux fasces ondées d’'rgent brochantes ; le tout sommé d'un chef de gueules chargé de trois croissants d'or posés 2 et 1 et accompagnés d'une gerbe à dextre et d'une grappe de raisin à senestre, le tout du même. |
| Blason de Chamigny | Détails | Figure sur le site internet de la mairie. |